# 格登斯托夫
格登斯托夫是德国下萨克森州的一个市镇。总面积16.54平方公里，总人口937人，其中男性455人，女性482人（2011年12月31日），人口密度57人/平方公里。